# Wilf Chadwick
Wilfred « Wilf » Chadwick (né le 7 octobre 1900 à Bury et mort le 14 février 1973 dans la même ville) était un joueur de football anglais.

## Biographie
Chadwick commence sa carrière en Football League avec Everton en février 1922. Il fait ses débuts le 4 mars 1922, inscrivant les deux buts lors d'une victoire 2-0 contre Bradford City. Il est le meilleur buteur du club la saison suivante, puis du championnat en 1923–24 avec 28 buts.
Il part ensuite à Leeds United en novembre 1925, où il échoue à devenir titulaire. Il part ensuite chez les Wolverhampton Wanderers en août 1926. Il inscrit son premier but lors d'une défaite 1-2 contre Middlesbrough le 25 septembre 1926, et finit la saison avec 12 buts. Il est le meilleur buteur des Wolves en 1927-28, avec 19 buts, et 13 lors de la saison suivante.
Il part pour Stoke City en mai 1929 pour £250, où il passe un an et demi. Il termine sa carrière à Halifax Town d'octobre 1930 à mai 1932.

## Palmarès
Everton FC
- Meilleur buteur du Championnat d'Angleterre de football (1) :
  - 1924: 28 buts.